# Filtre de Legendre
Pour les articles homonymes, voir filtre et Legendre.
Le filtre de Legendre, également appelé filtre de Papoulis, du nom de son inventeur (1958), ou encore filtre optimal a été conçu pour présenter à la fois une atténuation strictement monotone (pas d'ondulation, à l'inverse des  filtres de Tchebychev ou des  filtres elliptiques) et une raideur maximale au voisinage de la fréquence de coupure.
Son formalisme mathématique, assez complexe (il nécessite à la fois de l'intégration et de la composition de polynômes) repose sur l'utilisation des  polynômes de Legendre, d'où il tire son nom. Papoulis s'est appuyé sur des travaux antérieurs du mathématicien Bernstein.
Le graphique de gauche compare la réponse de trois filtres passe-bas polynomiaux d'ordre 7 (fc = 1 MHz). La partie gauche des courbes jusqu'à fc correspond à l'échelle de gauche, ensuite on passe à l'échelle de droite.
En bleu, la réponse d'un  filtre de Butterworth, clairement la plus plate jusqu'à environ 0,7 fc, à la suite de quoi elle commence à chuter, atteint 3 dB à fc puis continue à environ 40 dBV par octave. Le filtre de Legendre, tracé en rouge, possède une atténuation en bande passante plus importante jusqu'à environ 0,8 fc, passe par différents paliers puis plonge brutalement au voisinage de la coupure. Asymptotiquement, il procure environ 20 dB supplémentaires d'atténuation par rapport au filtre de Butterworth. Enfin, pour comparaison, en vert, la réponse d'un  filtre de Tchebychev de type 1 d'ondulation 0,1 dB. On voit très clairement l'ondulation en bande passante jusqu'à fc, où la courbe passe une dernière fois par 0,1 dB, avant de plonger pour se stabiliser sur une pente quasiment parallèle à celle du filtre de Legendre (les deux filtres possèdent grosso modo la même atténuation hors bande).
Le filtre de Legendre est très peu utilisé en raison des difficultés inhérentes à son calcul. Son caractère monotone et sa bonne sélectivité en font pourtant un candidat sérieux au remplacement des  filtres de Butterworth là où une coupure plus raide et une atténuation plus élevée sont nécessaires, sans pouvoir tolérer de l'ondulation en bande. En outre, sa fonction de transfert polynomiale permet de l'utiliser comme base dans le calcul de certaines structures dérivées.